# Ravil Tuvatovics Bikbajev
Ravil Tuvatovics Bikbajev, oroszul: Равиль Тухватович Бикбаев, baskírul: Рауил Төхфәт улы Бикбаев (Verhnyij Kunakbaj, 1938. december 12. – Ufa, 2019. április 23.) baskír költő, irodalomkritikus, közéleti személy. Baskíria himnuszának baskír nyelvű szövegírója Rasit Sakurral.

## Életútja
1938. december 12-én született az Orenburgi terület Perevolockiji járásában Verhnyij Kunakbaj faluban. 1953 és 1957 között az akbulaki Pedagógiai Iskolában tanult. 1962-ben a Baskír Állami Egyetem Filológiai Karán diplomázott. Ezt követően 1965-ig a Szovjet Tudományos Akadémia Ufai Tudományos Központjának a Történelem, Nyelv és Irodalom Intézetének felsőoktatási iskolájában tanult. Tanulmányainak befejezése után itt kezdett el kutatóként dolgozni. Először 1962-ben az Agigyel (Агидель)  folyóirat közölte az Állomás című versét. Több mint száz verseskötet, irodalomtörténeti könyv szerzője. 1996-ban védte meg doktori disszertációját a Modern baskír vers témában. 1995 és 2001 között a Baskír Köztársaság Írók Szakszervezetének igazgatóságának elnöke, az Oroszországi Írók Szövetsége titkára, majd a szervezet elnökségének társelnöke volt.

## Művei

### Verseskötetek
- Млечный путь (1967, baskír nyelven)
- Автобиография (1969, baskír nyelven)
- Лирика (1971, baskír nyelven)
- Середина жизни (1976, baskír nyelven)
- Поющие скалы (1978, oroszul)
- Радостная весть (1979, baskír nyelven)
- Сияние земли моей (1982, baskír nyelven)
- Заря (1982, oroszul)
- Борозды (1985, baskír nyelven)
- Звёздный дом (1985, oroszul)
- Судьба моя (1988, baskír nyelven)
- Жажду – дайте воды! (1991, baskír nyelven)
- Всё – на нашей совести. Стихотворное письмо (1991, baskír nyelven)
- Сак-Сок (1994, tatár nyelven)
- Под солнцем и луною (Ай кургендей, кояш алгандай) (1998, válogatás, baskír nyelven)
- Сто один хадис. Часть первая (2001, baskír nyelven)
- Сто один хадис. Часть вторая (2002, baskír nyelven)
- Сто один хадис. Часть третья (2003, baskír nyelven)
- На заре выезжаю в путь (baskír nyelven)
- Полет одинокой птицы (2005, baskír nyelven)
- Разве можно забыть? (2008, tatár nyelven)
- Степной родник (2008, oroszul)
- Триста три хадиса (2008, oroszul és baskír nyelven)
- Заветное слово (2008, oroszul)
- Полет одинокой птицы (2008, oroszul)
- Равиль Бикбаев. Пособие (2008, baskír nyelven)
- Равиль Бикбаев. Пособие (2008, oroszul)
- Собрание сочинений в 6 томах (2008–2019, oroszul és baskír nyelven)
- Сокровище: стихи и поэмы (2010, baskír nyelven)
- Разве можно забыть? (2013, baskír nyelven)
- Всадник Азамат (2015, baskír nyelven)
- Самое первое чудо (2016, baskír nyelven)
- Последняя ночь (Һуңғы төн) (2018, baskír nyelven)
- Семьсот семьдесят семь хадисов (2018, baskír nyelven)

### Naplók
- Дневники. Книга первая. 14.11.1968–03.12.1999 (2013, baskír nyelven)
- Дневники. Книга вторая. 01.01.2000–22.12.2009 (2013, baskír nyelven)
- Дневники. Книга третья. 06.01.2010–30.12.2016 (2018, baskír nyelven)

### Tudományos munkák
- Библиография по башкирской литературе и литературоведению (1969, baskír nyelven)
- Поэтическая летопись времени (1980, baskír nyelven)
- Ш. Бабич. Жизнь и творчество (1981, baskír nyelven)
- Время. Поэт. Народ. М. (1986, oroszul)
- Эволюция современной башкирской поэзии. М. (1991, oroszul)
- Шайхзада Бабич: Жизнь и творчество (1995, oroszul)
- Шайхзада Бабич. Стихи, статья. Фотоальбом (1995, oroszul és baskír nyelven)
- Слово поэта – совесть поэта (1997, baskír nyelven)
- Антология башкирской поэзии (2001, baskír nyelven)
- Тенденции развития современной башкирской поэзии (2002)
- Год человека (2003, oroszul)
- Крылатый Бабич (2005, oroszul)
- Антология поэзии Башкортостана. Голоса веков (2007, oroszul)
- Родословная духовного единства (2007, oroszul)
- Рами. Книга о поэте (2007, baskír nyelven)
- В помощь учителю (2007, oroszul)
- Рами. Книга о поэте (2008, oroszul)
- Судьба земли, дыхание времени (2009, oroszul és baskír nyelven)
- Путь утверждения добра (заметки депутата) (2013, oroszul)
- Идеи евразийства и башкирская литература (2013, oroszul)
- Дастан о Башкортостане (2013, oroszul)
- Рубаи Омара Хайяма в переводе Рами Гарипова на башкирский язык, «Проблемы востоковедения» (2013, oroszul)
- Творческий путь Шайхзады Бабича в памяти родного народа, «Проблемы востоковедения», (2014, oroszul)
- Всадник-Азамат (почитание коня как священного животного в башкирском народном творчестве), «Проблемы востоковедения» (2016, baskír nyelven)
- Шайхзада Бабич: Жизнь и творчество (серия «Выдающиеся личности Башкортостана») (2020, oroszul)

## Díjai, elismerései
- Ufa város díszpolgára (1999)
- Szalavet Julajev rendje (2000)
- Barátságért érdemrend (2000)[3]
- Becsületrend (2009)[4]
- Érdemrend a Baskír Köztársaságért (2009)

## Emlékezete
- Szülőfalujában 2019. júliusában emléktáblát helyeztek el.[5]
- 2019 áprilisában Ufa városában egy addig névtelen utca kapta a nevét.[6]
- 2019. decemberében az ufai 102. számú baskír gimnázium Ravil Bikbajev nevét vette fel.[7][8]
- 2020. február 26-án a Baskír Köztársaság kormánya Ravil Bikbajev-ösztöndíjat hozott létre a köztársaság területén működő felsőoktatási intézmények hallgatói számára. A baskír nyelv és irodalom megőrzését, népszerűsítést célzó tanulmányért és társadalmi tevékenységért ítélik oda az éves ösztöndíjat.[9][10]
- 2020 decemberében Ufa városának Kirovszkij kerületében egy új utca kapta Ravil Bikbajev nevét.[11]
- 2020. december 30-án az ufai Mengyelejev utcai házon, ahol 1994 és 2019 között élt, emléktáblát helyeztek el domborművel.[12][13]